# Balance de torsion
Pour les articles homonymes, voir Balance et Torsion (homonymie).

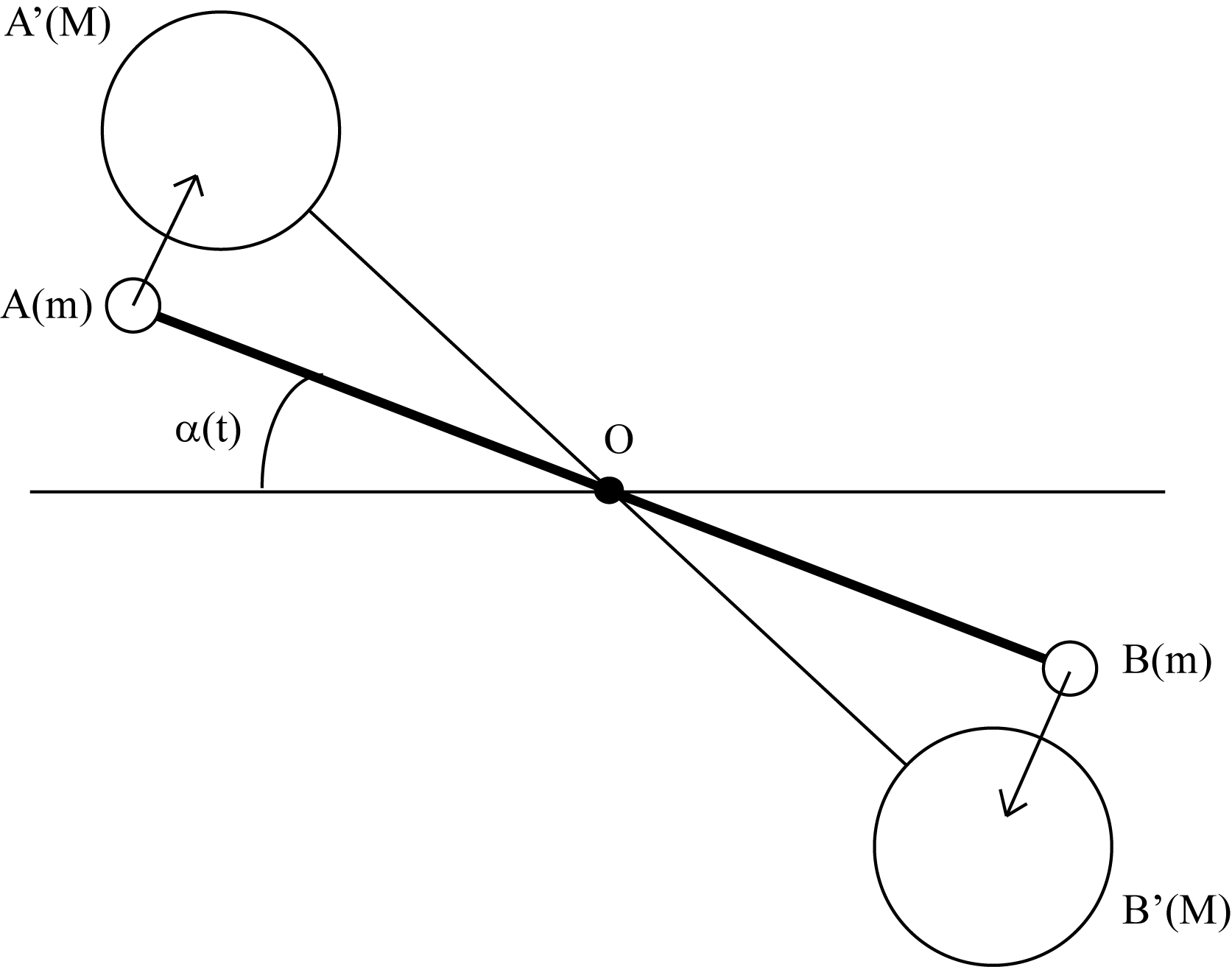
Schéma d'une balance de torsion vue de dessus.

Schéma d'une balance de torsion.

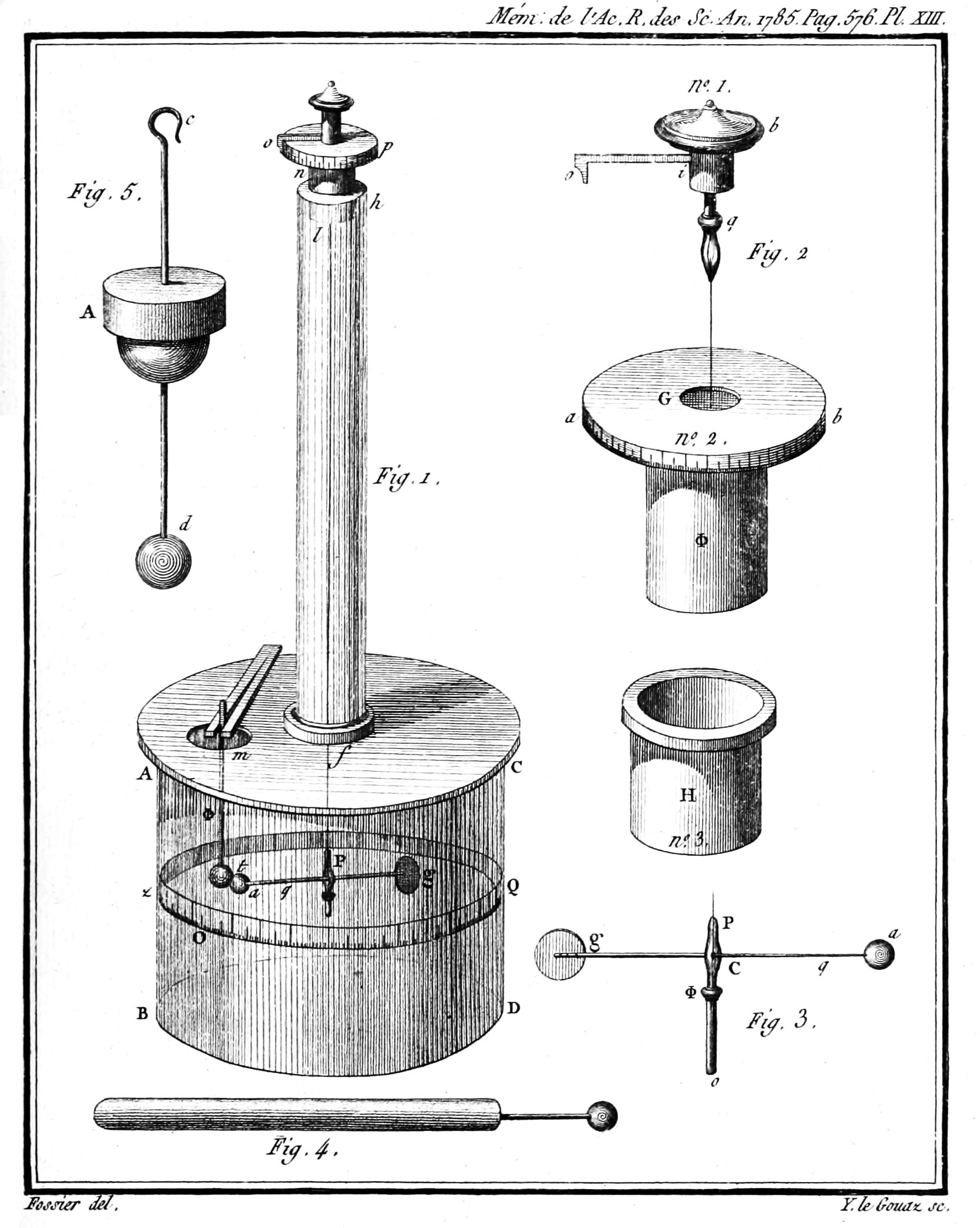
La balance de torsion de Coulomb (gravure des Mémoires de l'Académie des Sciences), 1784).

La balance de torsion, inventée par John Michell, est un appareil servant à mesurer de très faibles forces. Ce dispositif a permis à Cavendish et à Coulomb, vers la fin du XVIIIe siècle, de mesurer les forces exercées par les charges électriques, le magnétisme et la gravitation. C'est grâce à cette expérience que Cavendish a pu calculer la masse de la Terre.
Une balance de torsion possède deux barres horizontales. L'une, fixe, supporte à ses extrémités deux grosses sphères métalliques, tandis que l'autre, portant deux petites sphères à chacune de ses extrémités, peut pivoter sous l'effet de la force étudiée. La connaissance de l'angle entre ces deux barres permet alors de mesurer l'intensité de la force étudiée.

## Pour approfondir